# وكالة إباء الإخبارية
وكالة إباء الإخبارية هي وكالة إعلامية مرتبطة بشكل مباشر بهيئة تحرير الشام وتقدم تقارير عن مجريات الأحداث التي تخص الهيئة، والإدارة المدنية المرتبطة بحكومة الإنقاذ السورية.

## خلفية
تم إحداث وكالة إباء الإخبارية في آذار/مارس 2017 ووُصفت بأنها نظيرة وسائل إعلام داعش مثل وكالة أعماق، كانت وكالة إباء تقدم تقارير عن نشاط هيئة تحرير الشام كالهجمات والعمليات العسكرية التي تنفذها، كما تعتبر الوكالة بمثابتة المكتب الإعلامي لهيئة تحرير الشام، والذي يعمل بشكل مشابه لوكالة أعماق.
كما تغطي وكالة إباء الإخبارية الأحداث المرتبطة بحكومة الإنقاذ السورية المرتبطة بهيئة تحرير الشام، وتنشر مجلة أسبوعية تم إطلاقها في حزيران/يونيو 2018 بمقالات متنوعة بينها مقالات رأي، إلى جانب المجلة الأسبوعية، تنشر ملخصات الأحداث المتعلقة بهيئة تحرير الشام ورسومًا بيانية وإحصاءات تتعلق بالعمليات العسكرية كما تبث وكالة إباء الإخبارية فيديوهات من ميدان المعارك التي تشنها تحرير الشام بما في ذلك عرض المعدات العسكرية التي تم الاستيلاء عليها.

## تاريخ
في شباط 2018، نشرت وكالة إباء الإخبارية صوراً لعدد من المعدات التي استولت عليها هيئة تحرير الشام من أحرار الشام بعد أن سيطرت الأولى على مقرات الأخيرة خلال نزاع جبهة تحرير سوريا وتحرير الشام، وشمل العرض صور لمدفعية ودبابات وناقلات مصفحة تابعة لأحرار الشام، زعمت هيئة تحرير الشام عبر وكالة إباء الإخبارية أنها استولت على 20 دبابة و 4 عربات وعدة قطع مدفعية.
في أبريل 2018، نشرت وكالة إباء الإخبارية صوراً لمقاتلين من هيئة تحرير الشام وهم يخوضون قتالاً ضد داعش في مخيم اليرموك جنوب دمشق، وتضمنت اللقطات النفق الذي حفره تنظيم داعش وعلقت الوكالة عليها: "شبكة الأنفاق التي حفرها الخوارج"، وقال وكالة إباء أن هيئة تحرير الشام طردت داعش من المنطقة وسيطرت بالكامل على الأنفاق التي حفرها التنظيم.
في يونيو 2018، أعلنت وكالة إباء الإخبارية أن هيئة تحرير الشام اعتقلت سعد الحنيطي، الباحث الأردني وصديق المنظر الجهادي ورجل الدين أبو محمد المقدسي، الذي سافر إلى سوريا في عام 2014 للتوسط في حل التوترات بين داعش وجبهة النصرة، وبايع الحنيطي تنظيم داعش لاحقًا بسبب عدم تطبيق النصرة للشريعة من وجهة نظره حتى هروبه مرة أخرى إلى المناطق التي تسيطر عليها هيئة تحرير الشام حيث القت القبض عليه في مدينة الدانا شمال إدلب، وندد المقدسي بخبر اعتقاله وطالب هيئة تحرير الشام بالإفراج عن الحنيطي.
في 29 ديسمبر 2018، نشرت وكالة إباء الإخبارية بيانًا يؤيد محادثات سلام طالبان مع الولايات المتحدة، قائلة إن المحادثات كانت ضرورية من أجل انسحاب الولايات المتحدة من أفغانستان
في تموز/يوليو 2019، نشرت وكالة إباء الإخبارية في مجلتها الأسبوعية مقالاً قالت فيه إن التقاط صور سيلفي خطر أمني، لأن الصور قد تحتوي على بيانات وصفية مثل الموقع ونموذج الهاتف المستخدم والوقت الذي التقطت الصورة فيه، بيّنت المقالة أيضًا معلومات تشرح كيفية تقليل هذه المخاطر مثل ضبط الإعدادات وتحميل التطبيقات التي تزيل هذه المعلومات